# Майкл Лендон Гернхардт

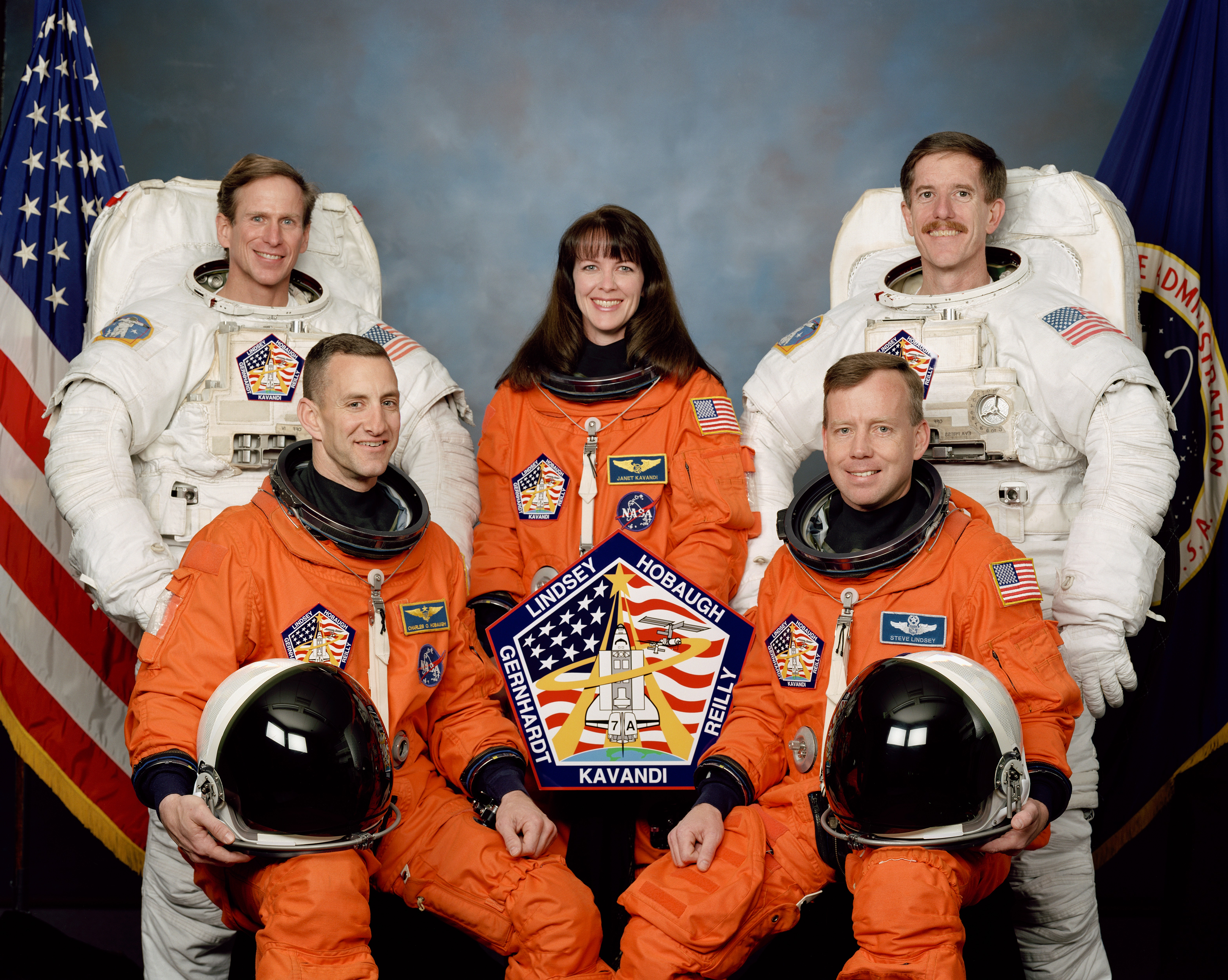
Екіпаж STS-104:Гернхардт, Хобо, Каванда, Ліндсі, Райлі. (ліворуч-праворуч)

Майкл Лендон Ґернгардт (англ. Michael Landon Gernhardt, нар. 4 травня 1956, Менсфілд, Огайо) — американський астронавт, біоінженер, керівник лабораторії фізіології і навколишнього середовища Космічного центру імені Ліндона Джонсона.

## Освіта
Майкл Гернхардт закінчив школу в 1974 році в рідному місті Менсфілд (Огайо). У 1978 році отримав ступінь бакалавра наук в Університеті Вандербільта. У 1983 році отримав ступінь магістра наук з біоінженерії в Пенсильванському університеті, де працював під керівництвом професора Крістіана Ламбертсона. У 1991 році захистив дисертацію в області біоінженерії у тому ж Пенсільванському університеті.

## Біографія
В 1977–1984 роках працював професійним водолазом і інженером на підводних нафтоносних полях, де здійснив в цілому більше 700 глибоководних занурень і брав участь в наукових дослідженнях газових сумішей для дихання, водолазних дзвонів та глибоководного перебування в умовах газового насичення тканин. Одночасно навчаючись в Пенсильванському університеті, він брав участь у складанні і впровадженні нових декомпресійних таблиць.

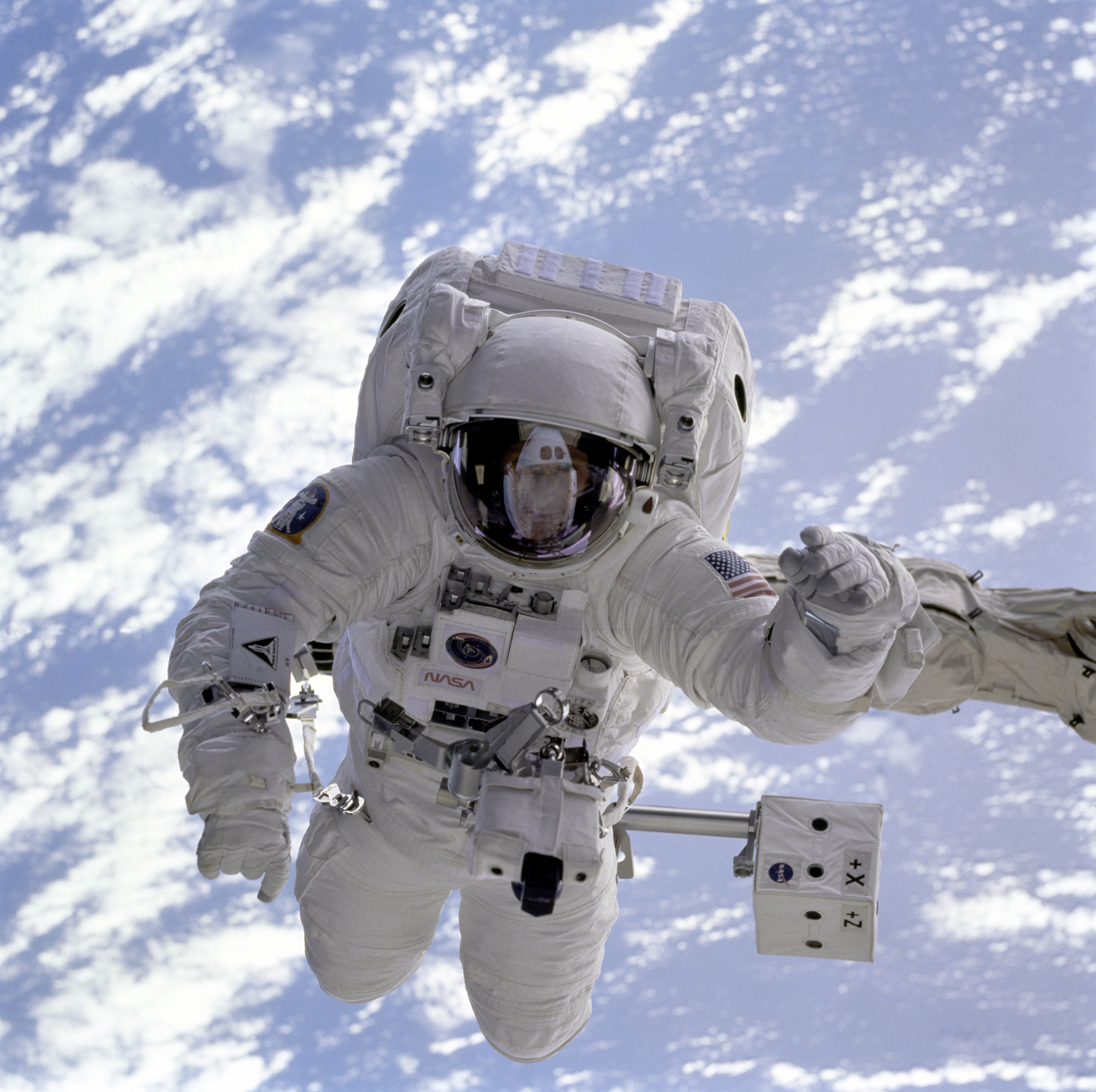
Вихід у відкритий космос Майкла Ґернгардта під час місії STS-69 1995 р.

У серпні 1992 року Майкл Гернхардт став кандидатом в астронавти НАСА.
Гернхардт здійснив чотири космічні польоти. Він був фахівцем польоту в місіях «Індевор» STS-69 в 1995 році, «Колумбія» STS-83 в 1998 році, «Колумбія» STS-94 в 2006 році і «Атлантіс» STS-104 в 2001 році.
- STS-69 проходила з 7 вересня по 18 вересня 1995. Його головною метою було успішне розгортання і пошук спартанського супутника і Послуга Щит фонд (WSF). WSF був розроблений, щоб оцінити ефективність використання даного безкоштовного польоту експеримент рости напівпровідники, високотемпературних надпровідників та інших матеріалів з використанням ультра-високий вакуум, що утворився за космічного апарата поблизу пакета експерименту. Доктор Гернхардт був одним з двох астронавтів для виконання виходу у відкритий космос, щоб оцінити майбутні інструменти космічної станції та обладнання, увійшовши 6 годин і 46 хвилин «EVA». Тривалість польоту склала 260 годин, 29 хвилин і 8 секунд, подорожуючи 4,5 млн миль в 171 орбітами Землі.

- STS-83 відбувся з 4 квітень 8 квітня 1997, був мікрогравітації наукової лабораторії (MSL-1) Спейслеб, обірвалася через проблеми з одним з енергоблоків клітин шаттла три палива. Тривалість польоту склала 95 годин і 12 хвилин, подорожуючи 1,5 млн миль в 63 орбітами Землі.
- STS-94 проходив з 1 липня 17 липня 1997, було повторне політ наукової лабораторії мікрогравітації (MSL-1) Спейслаб місії, і зосереджені на матеріали і науки згоряння досліджень в умовах мікрогравітації. Тривалість польоту склала 376 години 45 хвилин, подорожуючи 6,3 млн миль в 251 орбітами Землі.
- STS-104 відбувся з 12 липня 24 липня 2001, був 10-й експедиції на Міжнародній космічній станції (МКС). Під час 13-денного польоту екіпаж провели спільні операції з екіпажем ЕО-2. Доктор Гернхардт був одним з двох астронавтів виконати три виходи у відкритий космос, щоб встановити спільний шлюз «Квест» (у тому числі першого американського космос з борту МКС) і для оснащення його з чотирьох танків газу високого тиску. Місія була виконана в 200 навколоземних орбітах, подорожуючи 5,3 млн миль в 306 годин і 35 хвилин.

Загальний час перебування Гернхардта в космосі становить 43 дні 7 годин 1 хвилина. Він здійснив 4 виходи в космос загальною тривалістю 23 години і 16 хвилин.

## Джерело
- Офіційна біографія НАСА [Архівовано 23 листопада 2013 у Wayback Machine.](англ.)